# Nadezjda Olchova
Nadezjda Aleksandrovna Olchova (Russisch: Надежда Александровна Ольхова; geboortenaam: Шуваева; Sjoevajeva) (Barnaoel, 9 september 1952) was een Russisch basketbalspeelster die uitkwam voor het nationale team van de Sovjet-Unie.

## Loopbaan
Olchova heeft haar hele carrière voor Universitet Alma-Ata gespeeld. Op de Olympische Spelen won ze goud in 1976 en in 1980. Op de Wereldkampioenschappen won ze goud in 1975 en in 1983. Op de Europese kampioenschappen won ze zes keer goud, namelijk in 1974, 1976, 1978, 1980, 1981 en 1983. In 1984 won ze goud op de Vriendschapsspelen, een toernooi dat werd gehouden voor landen die de Olympische Spelen van 1984 boycotten.
Ze heeft verschillende onderscheidingen ontvangen, waaronder de Meester in de sport van de Sovjet-Unie in 1976 en het Ereteken van de Sovjet-Unie, Orde van de Volkerenvriendschap en de Medaille voor Voortreffelijke Prestaties tijdens de Arbeid. Ze woont sinds 1994 in Kiev.

## Erelijst
- Olympische Spelen: 2
  - Goud: 1976, 1980
- Wereldkampioenschap: 2
  - Goud: 1975, 1983
- Europees Kampioenschap: 6
  - Goud: 1974, 1976, 1978, 1980, 1981, 1983
- Vriendschapsspelen: 1
  - Goud: 1984